# Governo Ayrault I
Il governo Ayrault I è stato il trentacinquesimo governo della Quinta Repubblica francese e il primo del mandato del presidente François Hollande. È durato dal 15 maggio 2012, data alla quale ha sostitutito il governo Fillon III, al 18 giugno 2012, data alla quale fu sostituito dal governo Ayrault II.
Jean-Marc Ayrault è stato nominato Primo ministro francese il 15 maggio 2012 dal Presidente della Repubblica François Hollande, insediatosi all'Eliseo il giorno stesso; è rimasto in carica fino al 18 giugno 2012, quando a seguito delle elezioni legislative, si è dimesso, secondo la prassi, per essere sostituito, lo stesso giorno, dal Governo Ayrault II.

## Composizione
| Immagine | Nome              | Funzioni       | Partito            |
| -------- | ----------------- | -------------- | ------------------ |
|          | Jean-Marc Ayrault | Primo ministro | Partito Socialista |

### Ministri
| Immagine | Nome                   | Funzioni                                                                                | Partito           |
| -------- | ---------------------- | --------------------------------------------------------------------------------------- | ----------------- |
|          | Laurent Fabius         | Ministro degli Affari Esteri                                                            | PS                |
|          | Vincent Peillon        | Ministro dell'Educazione Nazionale                                                      | PS                |
|          | Christiane Taubira     | Ministro della Giustizia                                                                | Walwari (App. PRG |
|          | Pierre Moscovici       | Ministro dell'Economia delle Finanze e del Commercio Estero                             | PS                |
|          | Marisol Touraine       | Ministro degli Affari Sociali e della Sanità                                            | PS                |
|          | Cécile Duflot          | Ministro della Giustizia Territoriale e della Casa                                      | EELV              |
|          | Manuel Valls           | Ministro dell'Interno                                                                   | PS                |
|          | Nicole Bricq           | Ministro dell'Ecologia, dello Sviluppo Sostenibile e dell'Energia                       | PS                |
|          | Arnaud Montebourg      | Ministro del Recupero produttivo                                                        | PS                |
|          | Michel Sapin           | Ministro del Lavoro, dell'Occupazione e del Dialogo Sociale                             | PS                |
|          | Jean-Yves Le Drian     | Ministro della difesa                                                                   | PS                |
|          | Aurélie Filippetti     | Ministro della Cultura e delle Comunicazioni                                            | PS                |
|          | Geneviève Fioraso      | Ministro dell'Istruzione Superiore e della Ricerca                                      | PS                |
|          | Najat Vallaud-Belkacem | Ministro per i diritti delle Donne Portavoce di governo                                 | PS                |
|          | Stéphane Le Foll       | Ministro dell'Agricoltura e dell'Agro-Alimentare                                        | PS                |
|          | Marylise Lebranchu     | Ministro della Riforma dello Stato, del Decentramento e della Funzione Pubblica         | PS                |
|          | Victorin Lurel         | Ministro dell'Oltremare                                                                 | PS                |
|          | Valérie Fourneyron     | Ministro dello Sport, della Gioventù, dell'Educazione Popolare e della Vita Associativa | PS                |

### Ministri delegati
| Immagine | Nome                   | Funzioni | Partito      |
| -------- | ---------------------- | --- | ------------ |
|          | Jérôme Cahuzac         | Ministro del Budget, dei Conti pubblici e della Riforma dello Stato presso il Ministero dell'Economia delle Finanze e del Commercio Estero | PS           |
|          | George Pau-Langevin    | Ministro delegato alla Riuscita educativa presso il Ministero dell'Educazione Nazionale                                                    | PS           |
|          | Alain Vidalies         | Ministro delle Relazioni con il Parlamento presso il Primo ministro                                                                        | PS           |
|          | Delphine Batho         | Ministro delegato presso il Ministro della Giustizia, Guardasigilli                                                                        | PS           |
|          | François Lamy          | Ministro delegato alla Città presso il Ministero della Giustizia Territoriale e dell'Alloggiamento                                         | PS           |
|          | Bernard Cazeneuve      | Ministro delegato agli Affari europei presso il Ministero degli Affari Esteri                                                              | PS           |
|          | Michèle Delaunay       | Ministro delegato alle Persone anziane e alla Dipendenza presso il Ministero degli Affari Sociali e della Sanità                           | PS           |
|          | Sylvia Pinel           | Ministro delegato all'Artigianato, al Commercio e al Turismo presso il Ministero dello Sviluppo Economico                                  | PRG          |
|          | Benoît Hamon           | Ministro delegato all'Economia sociale e solidale presso il Ministero dell'Economia delle Finanze e del Commercio Estero                   | PS           |
|          | Dominique Bertinotti   | Ministro delegato alla Famiglia presso il Ministero degli Affari Sociali e della Sanità                                                    | PS           |
|          | Marie-Arlette Carlotti | Ministro delegato alle Persone handicappate presso il Ministero degli Affari Sociali e della Sanità                                        | PS           |
|          | Pascal Canfin          | Ministro delegato allo Sviluppo presso il Ministero degli Affari Esteri                                                                    | EELV         |
|          | Yamina Benguigui       | Ministro delegato ai Francesi dell'Estero e alla Francofonia presso il Ministero degli Affari Esteri                                       | indipendente |
|          | Frédéric Cuvillier     | Ministro delegato ai trasporti e all'Economia marittima presso il Ministero dell'Ecologia, dello Sviluppo Sostenibile e dell'Energia       | PS           |
|          | Fleur Pellerin         | Ministro delegato alle Piccole e Medie imprese, all'Innovazione e all'Economia digitale presso il Ministero dello Sviluppo Economico       | PS           |
|          | Kader Arif             | Ministro delegato ai vecchi Combattenti presso il Ministero della Difesa                                                                   | PS           |